# ダレラ (小惑星)
ダレラ (1511 Daléra) は、小惑星帯の小惑星の一つ。ルイ・ボワイエがアルジェで発見した。
ボワイエの友人のポール・ダレラに因んで命名された。